# オメガトライブ (漫画)
『オメガトライブ』は、玉井雪雄による日本の漫画作品。『ビッグコミックスピリッツ』（小学館）において2001年40号から2005年24号まで連載された。
その後、『オメガトライブ キングダム』（以降、『キングダム』と省略）と改題して同誌2005年29号から連載を再開し、2008年29号にて完結。シリーズの最終章『オメガトライブ キングダム クロニクル』（以降、『クロニクル』と省略）は『キングダム』連載最終回にて冠されたタイトルであり、単行本『キングダム』第11巻（最終巻）に収録された。
2021年11月22日からは、新章となる『OMEGA ONE』（オメガワン）が『マンガワン』（同社）ならびに『裏サンデー』（同社）にて、2024年1月1日まで連載された。
本作品は戯曲『ファウスト』が元となっている。

## ストーリー

### オメガトライブのストーリー
アフリカの奥地で実父に殺されそうになった主人公吾妻晴は、『かつて全てだったものの一部』『全ての生物の根元』『全てを滅ぼし前進させる力』の統合された意志WILLと契約を交わし、新人類「オメガ」として覚醒（進化）する。アメリカのオメガである大統領夫人イブ・L・ホークスからオメガ同士による次世代の進化を賭けた『種の衝突』の事実を聞かされた晴は、かつての自分と同様に社会に適合できない若者たちを取り込み、日本の実権を握るために3年以内の祭り（クーデター）の実現を目指す。押し掛け部下の謎の男桜一郎が率先して実務を担当する事により「究極種党」の発足にこぎつける。
過去に自らが通っていたセラピー事務所へ侵入した際に遭遇した引きこもりの若者「覆面の三人組」を配下に収め、全国の引きこもりから仲間を集める計画に乗り出す。次のターゲットを暴走族に定め、巨大暴走族「極東連合」との対決を経て、そのリーダー梶秋一を同士とすることに成功する。
オメガトライブの各章
晴の覚醒編（第1話 - 第39話）
引きこもりであった晴がオメガへと進化し、「究極種党」を立ち上げるまでの成長を描く。アメリカオメガが登場。
梶の覚醒編（第40話 - 第74話）
巨大暴走族のリーダーであった梶が晴と対立の末和解し、第二の主人公となるまでを描く。中国オメガが登場。
防衛大学編（第75話 - 第107話）
晴が防衛大学に潜入し、自衛隊秘密部隊を掌握するまでを描く。
政界立志編（第108話 - 第152話）
梶が斉藤道夫の秘書として潜入し、国会議員に当選するまでを描く。中東オメガが登場。

### オメガトライブ キングダムのストーリー
日本クーデターまで残り1年となった究極種党は、いよいよ「祭り」のための準備を開始する。吾妻晴＝HALは民間警備会社の代表として、梶秋一は国会議員として、「大日本合県国」の建国を目指す。

### オメガトライブ キングダム クロニクルのストーリー
世界の人口は急激に減少していた。何らかの要因で出生率がゼロに近くなっていたのだ。それを打破するために研究者が発表した方法は、男と女に加えて「第3の性（トリプル）」と呼ばれる人間を交えて性交することだった。このトリプルこそ「第六の男」そのものであった。
子供を作るためにトリプルを認める、認めないでアメリカ合衆国は3つに分裂。その内の1つは「第六の男」の影響下に、もう1つは自身が州知事に就いたイブ・L・ホークスの影響下にあり、ついには戦争状態に陥った。
そんな中、日本だけは諸外国と比較し、通常の出生率を維持していた。日本は鎖国し、世界は次第に「第六の男」による支配に落ち着き、オメガたちの争いにも決着が着いたかに思われた。
しかし、百数十年の時が流れ、日本を除くほとんどを「第六の男」型人類が占めるようになったとき、分散コンピューティングのように人類の脳を使って、人類の未来を計算した結果が判明する。全にして個であり、個にして全という分裂増殖の「第六の男」型人類では、これ以上変異することもなく、進化の袋小路に陥っていたのだった。
更に数千年の時が流れ、完全であるが故に多様性を失った「第六の男」型人類は、新型ウイルスによって一気に全滅した。
地球上の新たな覇者になったのは日本に残り原始時代のような暮らしに戻っていた日本オメガの子孫たちであった。そんな子孫を吾妻晴と同じ容貌をしたWILLが眺めていた。

### OMEGA ONEのストーリー
日本が再び鎖国をして135年が経った。

## 登場人物
吾妻晴（あづま はる）
主人公。日本オメガであり正統種。元引きこもり。社会復帰プログラムツアーでケニアを旅行中、保険金目当てで父親に殺されかける。瀕死の状態であったがWILLと契約を交わしてオメガ（ホモサピエンス・オメガシス）へと進化し、一命を取り留める。日本に帰国してからは新宿東口にて演説活動を行う一方でクロックアップを使いこなすために筋力トレーニングに励むが、恵美と英姫に出会って生活が安定すると次第に意志が衰弱していく。人里はなれた地方でひっそりと暮らす決心をするが、広島に向かう途中でバスジャックに遭って拉致され、イブから『種の衝突』の事実を聞かされる。次世代闘争に参加するために究極種党を立ち上げ、3年以内の日本クーデターを目標に掲げる。親が子を殺さない世界の確立を目指す。
『キングダム』では民間警備会社「桜印警備保障」の代表HALとして登場。頭髪は剃り上げている。特性は『太陽＝光』。外国人ピッキング窃盗団をテロリストに仕立てあげ、自作自演の大救出劇で一気に国民の注目を集める。1年以内の日本クーデターを目指す。
梶秋一（かじ しゅういち）
第2の主人公。幼少期に母親から受けた虐待が原因で、脳内麻薬を大量に発生させその鎮痛作用によって無痛覚になるという「後天性無痛覚症」となっている。嫌いな食べ物は「納豆」。造型上のモデルはお笑い芸人・演説家の鳥肌実。
首都圏有数の暴走族「極東戦線」の元10代目総長。引退後は現役時代に作ったネットワークを利用して有限会社「極東企画」を立ち上げ、実業家として成功を収める。
引きこもりに続いて暴走族を勢力下に収めようとする晴と究極種党による族狩りを受け、極東戦線の影響力が低下した事により、事業そのものの運営に支障をきたすこととなる。究極種党の敵対行為と極東戦線第12代目総長のふがいなさに激怒し、第13代目新総長として現役復帰するとともに、他の暴走族を傘下に入れて「極東連合」を設立。晴との決闘において自らも絶望を発現していたためオメガへと進化。その渦中で中国オメガに襲撃された際、晴に救われたことをきっかけに和解し、初の族出身の総理大臣が実現するまで休戦する。
「政界立志編」では、3年後に予定される「祭り」で現政権が転覆して「大日本合県国」が誕生する計画にあわせ、国会議員になるために代議士の斉藤道夫の秘書に就く。『オメガトライブ』は、梶が衆議院議員に当選したところで幕を下ろす。
『キングダム』では、日本オメガのβにして 衆議院議員1回生。総理大臣の椅子を獲得するため、改憲推進派の盛田派に属する。
『クロニクル』では、総理の座を早海勇介に譲るものの派閥の領袖として大きな影響力を持っている。劉智健の遺言に従い「第六の男」に対抗するために鎖国政策を採るが、それによる不況などから国内の反発を招き、暴漢に襲われ、歩行、会話が行えなくなる重傷を負う。
玉井雪雄の次回作『かもめ☆チャンス』では、外見、性格ともにほとんど同じキャラクターでプロロードレーサー梶俊一として登場する。

### 日本オメガ・究極種党
桜一郎（さくら いちろう）
究極種党の参謀格にして実行隊長。経歴については一切不明。晴の考えに感銘を受けたとして近づき、共に究極種党を立ち上げる。スキンヘッドで、その言動は右翼的である。
地下活動組織「オメガUG（アンダーグラウンド）」の指揮を担当する。マメに日記をつけているようである。因みに下着はフンドシ。
その正体は、「第六の男」の分身の1体。日本への知識不足から、アーキタイプ的な日本人像をモデルとしていたため、このような言動になった。
次作の『かもめ☆チャンス』でも外見が同じキャラクターでプロロードレーサー桜島一郎が登場している。
羽柴恵美（はしば めぐみ）
晴の恋人。強い男が好きで、自分を守ってくれる圧倒的な力があれば暴力をふるわれても構わない。「究極種繁殖」計画の下、体外受精で晴の子を産む契約を取り交わすが、妊娠には至らなかった。「金の鹿」との戦闘で重傷を負ったことにより死亡する。
金木英姫（かねき よんひ）
恵美の異母姉妹でテコンドーの使い手。晴に洗脳され、党員になる。離れていても晴の意志を感じることができる。
『キングダム』では「祭り」の役には立たないことを自覚し、究極種党、桜印警備保障からは離れて暮らしていたが、「祭り」直前に晴の訪問を受け、子供を授かっている。
『クロニクル』では、宮ノ木明と入籍し、子供を出産した後に亡くなったことが語られている。
冬吾・F・カプラン（とうご）
『キングダム』から登場。
究極種党のPR担当で日本オメガのβ。ワシントンのPR会社の元社員で、独立して「エイトアンドハーフ社」を立ち上げた凄腕の情報戦略家。米国で起きた3度目のテロにより目の前で隣人や両親を亡くし、8歳半の時に自分で自らの成長を止めた。足が悪く、車椅子を利用している。実年齢は35歳。語尾に「〜と言います」と第三者的に発言するのが特徴。
『キングダム』終盤には吐血する様も描写されたが、『クロニクル』では、阿部奈美から病死した旨が語られている。
劉水華（リュウ シュイホア）
劉智健の娘で中国オメガ（太極者）のβ。水に触れると体表が鱗化する。水中での呼吸が可能なほか、水を操ることもできる。7カ国語を話す。
遺伝子操作を受けており、他のオメガ種との交配が可能。自分を道具としか扱わない父に反発して、後に究極種党に加わった。父・劉智健ほど病的ではないものの、彼女もまた強い自己顕示欲を持ち、そのため自分をモノとして扱われることに対し敏感であり、それが原因で梶や晴に反発したが、後に和解。
『クロニクル』では、梶と結婚している。
早海勇介（はやみ ゆうすけ）
斉藤道夫の第一秘書。民自党のニューリーダーであった大山正達の息子。大山の秘書で年の離れた兄のような存在だった斉藤に全てを奪われ、復讐するために接近する。中東オメガに洗脳され瀕死の状態になったところを梶に再洗脳され、日本オメガのγへと進化する。
登場当初はただの苦労知らずの二代目にしか見えず、梶も踏み台にした後使い捨てるつもりだった。が、意外な根性と図太さを見せて梶に一目置かれ、政治面での腹心となる。
『キングダム』では衆議院議員となった梶の秘書となっている。
『クロニクル』では総理大臣に就任している。
荒戸源一郎（あらと げんいちろう）
元自衛隊海将補。退役して隠居生活を送っている風に装っているが、「UFO（有事法制世論）研究会」の一員で「自衛隊秘密部隊」の隊長。5年前に任務のためとはいえ実の息子を葬ったことへの責任を感じており、以来現実から目を背け続けてきた。晴と対立して「金の鹿」を背けるが、後に和解。もう1人の息子の大輔を巻き込まないという約束で、究極種党の傘下に入る。
『キングダム』では警備会社を立ち上げるために仏教からムスリムに改宗、名前も"ムハンマド・アラト"に改名しサウダイ共和国へと飛び、「祭り」のメンバーと共に事に備えていた。
「祭り」の実施にあたって、メンバーと共に日本に戻ってくる。
阿部奈美（あべ なみ）
アイドルグループ「モントリオール娘。」のメンバー。通称なっちん。梶とのグループセックスで他のメンバーは死亡したが、生き残って日本オメガのγへと進化する。
奈美も進化はしたが精神障害、発語障害を負い行方不明に。のちにホームレス7人を殺害する事件を起こし、晴と梶によって取り押さえられたことが語られている。
オメガ党に入ってからは「光る踊り人形」というコードネームのもと、γになることによって得た身体能力を使い、作戦に参加する。
『クロニクル』では日本を離れ、フランスで霊長類の研究を行っている。日本語以外の発語には問題が無いとのこと。

### 極東連合
真島昌士（まじま まさし）
元「極東戦線」メンバーで現役時代は第10代目副総長。中学時代から梶の片腕を務める。
現役引退後も梶の部下として実業に携わる。有限会社「極東企画」営業部長。既婚者で2児の父。ドレッドヘアと額のホクロが特徴。また他の幹部3人とは異なり、ヒゲがラウンド髭である。
防衛大学編では晴と共に防衛大学に潜入する。
『クロニクル』では梶派の国会議員となり、早海の後に総理大臣となり、内戦のアメリカへ中国と共に派兵を決定している。
古屋研三（ふるや けんぞう）
元「極東戦線」メンバーで幹部の一人。引退後も梶の部下として実業に携わる。「極東企画」宣伝部長。マレットヘアと口髭が特徴。
『キングダム』では桜印警備保障・極東本部長。
交番民営化の鍵を握る溜池議員を陥落させるため、溜池の娘に接触して裏カジノに誘導する。その際に使用したコードネームは「レディ・ジェーン」。
『クロニクル』では国会議員となり、真島が総理大臣となる頃は政調会長を務める。
青木五郎（あおき ごろう）
元「極東戦線」メンバーで幹部の一人。引退後も梶の部下として実業に携わる。オールバックヘアと眼鏡と口髭が特徴。
成功と失敗は「二つに一つ」である故に「可能性は常に50%」という持論を持つ。
『クロニクル』では国会議員となり、真島が総理大臣となる頃は党のナンバースリーとなっている。
谷口宗典（たにぐち むねのり）
元「極東戦線」メンバーで幹部の一人。引退後も梶の部下として実業に携わる。ショートドレッドヘアと口髭が特徴。物語が進行するにしたがって徐々に恰幅がよくなる。
『クロニクル』では真島が総理大臣となる頃に経団連の若手重鎮となっている。

### 異種オメガ
イブ・L・ホークス
アメリカオメガ（卒業生＝グラデュエイター）。米国大統領夫人。特性は『火』、スタイルは『権力』。6歳の時、借金返済の目途が立たなくなった両親に農場へ売られてしまう。養父から性的虐待を受けて家を飛び出したところを火山噴火に巻き込まれ、オメガへと進化する。あくる日、「特性」で農場ごと焼き払って養父の莫大な財産を相続する。
他種よりもいち早く日本オメガの存在を察知し、『種の衝突』へと引き込んだ張本人であり、卓越した先見性を持つ。夫である大統領を支える傍ら、自らは弱者救済の活動を行うなど対外的には有能なファーストレディを装うが、実際は大統領を傀儡として政治の実権を握っている。晴に対しては自ら情報提供や私財をはたいて支援する一方、「坊や」と呼びつけ、自分の意のままに動く子供のように考えているフシがある。影響力のあるルチアーニと劉を警戒し、たびたび彼を牽制している。
『クロニクル』では州知事に就任し、分裂したアメリカの一方のリーダーとなり「第六の男」支配下のアメリカと激しく争うが、政治家としてもオメガとしても敗北する。
劉智健（リュウ チーチェン）
中国オメガ（太極者）。中国一の富豪。特性は『水』、スタイルは『金』。自己顕示欲が強い。『種の衝突』で生き残るのは何も一種である必要はないと考え、他種と混じり合うことが可能な水華を作り出すなど画期的かと思いきや、隙があれば周りを出し抜こうとするなど侮れない狸親父。彼にとって、自分以外は基本的に道具であり、母国や自分の子供すら保身のための手足と見なすことのできる冷徹さを持つ。また、非常に用心深く、ほとんど人前に姿を現すことはない。イブをヤンキー呼ばわりするなどかなり嫌っている様子。
ファンダル・アブドゥル・ハキム
中東オメガ（救世主）。特性は『大地』。厳密に言えば大地を含みこんだところの微生物を操る。サウダイ共和国の第7王子で「日・中東石油開発事業」の交渉のため来日する。自分を捨て、一族の恥さらしにした張本人である母親に対して愛憎の念を抱く一方で日本オメガのスタンダードに反発を感じるなど、表面とは裏腹に複雑な性格を持つ。国会議事堂で梶と対決するが劉智健に襲われ、片腕を失う。共に劉を倒したことで和解し、国会議員・梶秋一の後援者となる。口癖は『パドゥーン』。
『キングダム』では「桜印警備保障」のサウダイ共和国での大手顧客となっている。また、失った右手には義手を使用している。
「第六の男」の正体にたどり着くが、「第六の男」との同化を拒んで自殺した。
ルチアーニ枢機卿
イタリアオメガ。特性は『運』、スタイルは『宗教』。生命体のもつ運＝生命を自在に操ることができる。ローマ教皇の座を虎視眈々と狙う野心家で、高い知能と枢機卿の地位、独自のパイプを利用し世界中で暗躍しており、曲者揃いのオメガ達の中でも1・2を争う実力者である。イブとは一応協力関係にあるものの、内心では自分より下に見ている。
生存しているαの中では最古参。末期の癌であり月に一度来日し抗癌剤による治療を受けているが、「第六の男」の計略で癌の遺伝子治療と若返りを受けている。
「祭り」の直前に教皇が亡くなり、コンクラーヴェによって新たな教皇に選出されるも、晴とのオメガ同士の戦いに敗北し、死亡。第六の男の策略もあり、遺伝子が従来のイタリアオメガの系譜とは異なっていたため、イタリアオメガβのα昇格も行われず、イタリアオメガの系譜は断たれることとなった。
第六の男（だいろくのおとこ）
行方不明のオメガ。人種・特性・スタイル、共に詳細不明。本編ではトムと名乗っている。劉智健は蒙古（モンゴコロイド） イブは黒色人種（ネグロイド）ハキムは白色人種（コーカソイド）と主張（又は認識）が食い違っている。イブとハキムは過去に「第六の男」と接触・戦闘したと思しき描写が作中にあり、その時の彼の容姿の描写は 長髪で金髪、人種は白色人種（少なくとも黒色人種では無い）だった。
正体は、インド系のラマヌジャン姓を持つ人物で、同姓を持つシュリニヴァーサ・ラマヌジャンと同様の数学的な天才であった。同様の数学的天才であった父は計算した結果、人の未来に絶望しトムを殺害しようとする。その時にトムはオメガに進化した。
特性は身体全体を分裂させることによる生殖（増殖）であり、外見なども任意に変えることができる。桜一郎をはじめ他のオメガαの傍に自身の分裂体を配し、この戦いを背後から操っていた。それぞれの個体は、同一の意識を持つが常時リンクしているわけではない。
親と子という概念が人類の悲劇の元であるとし、自身の分裂生殖の優位性を語った。事実、「第3の性」としての地位を確立し、新人類としていったんは地球上に君臨するが、進化の袋小路に陥り、多様性も失っていたことで、500年後に蔓延したウイルスによりほぼ絶滅することとなる。

### ダミークーデター部隊（墨守隊）
荒戸大輔（あらと だいすけ）
防衛大学での晴の上級生。究極種党に加わる予定だったが父・源一郎の意向により除名される。
『キングダム』では海上自衛隊護衛艦勤務を経て、企画調査班に転属。桜印による「祭り」を阻止すべく、祭りより先に「自衛隊民営化法案」反対組によるクーデターの達成を目指す。クーデター部隊の実質的リーダー。
藤本三曹（ふじもとさんそう）
『キングダム』から登場。クーデター部隊の参謀格。荒戸に中学生を買春した弱みを握られている。
大貫二佐（おおたかにさ）
『キングダム』から登場。クーデター部隊の表向きのリーダー。女装癖がある。「墨守隊」は大貫が命名した。藤本曰く「神輿は軽くてバカがいい」

### その他
WILL
謎の生命体（ウイルス）。晴に感染してオメガへと進化させる。地球で原始生命が誕生してから40億年の間「種の限界」が訪れる度に次世代の個体と手を組んで新しい人類を発足させてきた。旧人類を現生人類（ホモ・サピエンス）まで進化させた正統な進化種。
木原功一（きはら こういち）
源一郎の部下で元陸曹長。防衛大学の清掃人。落ちこぼれだった小菅の才能を見出し、「自衛隊秘密部隊」に推薦した張本人。『キングダム』では小菅の菩提を弔うために仏門に帰依している。
小菅守（こすげ まもる）
別名「金の鹿」。元二等陸士。落ちこぼれ隊員だったが自ら志願して「完璧な兵士」になるための実験台となり、「自衛隊秘密部隊」に入団。自衛隊にとって都合の悪い人物の処理を担当する。究極種党を壊滅するため晴に近づくが、源一郎に撃たれる。オメガに進化して助かるという選択があったにも関わらず、あえて死を選択した。
次作の『かもめ☆チャンス』でも外見が同じキャラクターで小菅守が登場している。
斉藤道夫（さいとう みちお）
国会議員。「マングース道夫」と呼ばれる。腹芸、人心掌握術では梶も一目置く。
サウダイ共和国の油田採掘によって得られる利権のために奔走していたが、選挙の公示直前に死亡。その地盤を梶が継ぐことになる。
千堂満次（せんどう みつつぐ）
日本政財界のドン。「鎌倉の御前」とも呼ばれる。一般人だが、オメガの存在を知っている。
第二次大戦後すぐに、ルチアーニ枢機卿や当時のアメリカオメガα、中国オメガαと取り引きし、代理人となって3オメガによる日本の分割統治に協力する。
そのため、日本を「真の独立」させるため、梶らに接触するも、ルチアーニ枢機卿により殺害される。
宮ノ木明（みやのき あきら）
桜印警備保障 究極青年隊に所属する青年。正体は警視庁公安部 公安総務課から潜入したスパイ。自称25歳。次第にHALに惹かれてゆき、上部からの命令と感情の板挟みになる。
芝賢太郎（しば けんたろう）
桜印警備保障 本社勤務の青年。HALに憧れ入社。口癖は「〜デスヨ」19歳。宮ノ木とは異なる系統のスパイであった。
松平貞之助（まつだいら さだのすけ）
『キングダム』より登場。ルチアーニの代理人を千堂から引き継いだ。日本国首相となり、梶を日本再生大臣に任命する。自己の写真集を発売するなど、究極の自己愛型の政治家。
自己の目的、歴史的な英雄行動を執った首相として名を残すことを目的に、「祭り」に対する治安出動を中国オメガに依頼する。
墨守隊による国会占拠にも自ら武者鎧を身にまとい日本刀を引っ提げて奮闘。HALたちに立ち塞がる。第六オメガのβであったことが判明する。
トム
イブ・L・ホークス児童福祉財団施設・プリマス＝ホームの1期生。アメリカオメガのβ。しかし、その正体は「第六の男」の1人であった。
吉田寿・三宮友和・森田篤
引きこもり。母親の手縫いの覆面を被っている。(株)大江戸コミュニケーションの社員を襲撃している最中に、晴・桜一郎・英姫に出会い、以降は党員として活動を共にする。
『キングダム』では"究極青年隊"のトップスリーとして"吉田隊"・"三宮隊"・"森田隊"を率いる隊長となる。
いずれも名前はロックバンド イースタンユースの吉野寿・二宮友和・田森篤哉がモデルである。

## 用語
オメガ
地球上に6種確認された新人類。他にも太極者、卒業生（グラディエーター）などの呼び名がある。地球上にはいくつかのスポットがあり、そこには種を進化させるためのウイルスが待っている。「全てに絶望していること」「社会不適合者であること」「それでもなお生に執着していること」という3つの条件を満たしている者は、オメガウイルスに感染することで進化することができる。（なお、感染者の体液を通じても他の個体に感染する。）進化する脳ならば神経伝達物質が免疫となり発症しないが、絶滅する脳に感染すると、脳は沸騰し破裂する。日本オメガは脳に特化したため、通常の人間の80倍ものスピードで脳を高速回転（クロックアップ）させることが可能だが、限界を超えると脳が焼け死んでしまう危険があり、長時間クロックアップするには修行が必要である。同様に中国オメガは呼吸器系に特化したため、水中での生活が可能である。
α（アルファ）
オメガウイルスの意志を知覚し、進化の方向性を決定できるオメガ。1つの種に1人だけ存在する。
β（ベータ）
αからウイルスを株分けされて進化したオメガ。能力としてはαと同等だが、進化の方向性を決定することはできない。αが死亡すると、βのうち1人がαに格上げされる。βからウイルスを株受けされて進化したオメガはγになる。
洗脳
前述の通り、通常の旧人類がオメガウイルスに感染した場合、感染者の脳は沸騰し破裂する。だが発症までには潜伏期間があり、その間オメガは感染者を洗脳して操ることができる。潜伏期間は調節可能で、短ければ短いほど脳を確実に掌握し、対象の感情・記憶・知覚を思うままに操ることができる。
種の衝突
次世代の人類として勝ち残り、進化を獲得するための競争。世界には全部で6種のオメガがおり、新参者の晴（日本オメガ）と行方不明の1種を除く4種は協定を結び、年に1度スイスのダボスで定例会を開いている。オメガの情報を世間に発表（リーク）するのは協定違反で、違反者は会議にて断罪される。
特性
あらゆる時期・状況・気候に適応するために、それぞれのオメガは体の一部分を特化するなどの「特性」を持つ。オメガの「特性」は開花するといっても既に決まっていて、その者が進化を選んだときの状態に起因すると考えられる。
スタイル
ある者は「金」、ある者は「宗教」、ある者は「権力」というように、各種は独自のスタイルを持っている。地位も人種も階級も違う中で、極めて微妙なパワーバランスによってゲームは成り立っている。どういうスタイルで卓につくかがゲームの鍵となる。

## 書誌情報
- 玉井雪雄『オメガトライブ』小学館〈ビッグコミックス〉、全14巻
  1. 2001年12月25日発売[5]、ISBN 4-09-185622-5
  2. 2002年3月30日発売[5]、ISBN 4-09-185623-3
  3. 2002年6月29日発売[5]、ISBN 4-09-185624-1
  4. 2002年10月30日発売[5]、ISBN 4-09-185625-X
  5. 2003年2月28日発売[5]、ISBN 4-09-185625-X
  6. 2003年5月30日発売[5]、ISBN 4-09-185627-6
  7. 2003年8月30日発売[5]、ISBN 4-09-185628-4
  8. 2003年12月25日発売[5]、ISBN 4-09-185629-2
  9. 2004年4月30日発売[5]、ISBN 4-09-185630-6
  10. 2004年6月30日発売[5]、ISBN 4-09-185660-8
  11. 2004年11月30日発売[5]、ISBN 4-09-187481-9
  12. 2005年2月28日発売[5]、ISBN 4-09-187482-7
  13. 2005年5月30日発売[5]、ISBN 4-09-187483-5
  14. 2005年10月28日発売[5]、ISBN 4-09-187484-3
- 玉井雪雄『オメガトライブ キングダム』小学館〈ビッグコミックス〉、全11巻
  1. 2005年10月28日発売[5]、ISBN 4-09-187485-1
  2. 2006年2月28日発売[5]、ISBN 4-09-180168-4
  3. 2006年5月30日発売[5]、ISBN 4-09-180367-9
  4. 2006年8月30日発売[5]、ISBN 4-09-180639-2
  5. 2006年11月30日発売[5]、ISBN 4-09-180806-9
  6. 2007年3月30日発売[5]、ISBN 978-4-09-181164-6
  7. 2007年7月30日発売[5]、ISBN 978-4-09-181244-5
  8. 2007年9月28日発売[5]、ISBN 978-4-09-181447-0
  9. 2007年12月26日発売[5]、ISBN 978-4-09-181558-3
  10. 2008年4月26日発売[5]、ISBN 978-4-09-181856-0
  11. 2008年7月30日発売[5]、ISBN 978-4-09-182094-5
- 玉井雪雄『OMEGA ONE』小学館〈裏少年サンデーコミックス〉、全7巻
  1. 2022年4月19日発売[1][6]、ISBN 978-4-09-851086-3
  2. 2022年8月19日発売[7]、ISBN 978-4-09-851245-4
  3. 2023年1月12日発売[8]、ISBN 978-4-09-851540-0
4巻以降は電子書籍版のみの販売。
  4. 2023年6月19日配信開始[9]
  5. 2023年9月12日配信開始[10]
  6. 2023年12月19日配信開始[11]
  7. 2024年3月19日配信開始[12]

## グッズ
2005年、「サマーソニック」にて「『オメガトライブ』梶秋一 初代大統領バージョン」が100体のみ「ART STORM」より限定販売され、同年11月より通販で購入が可能となった。